# Willem van Tetrode

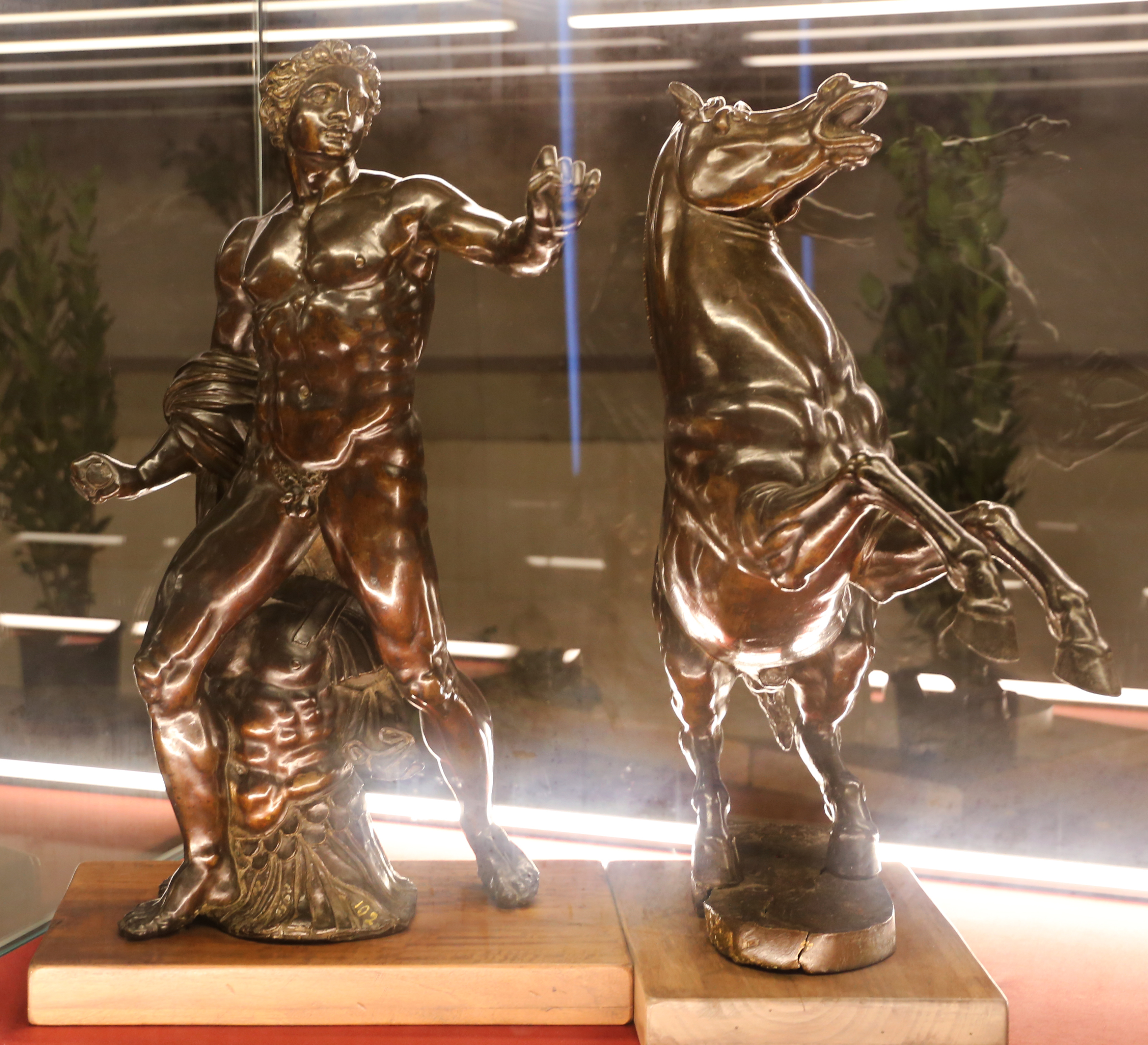
Copia dei Dioscuri di Montecavallo, da uno stipo (Bargello)

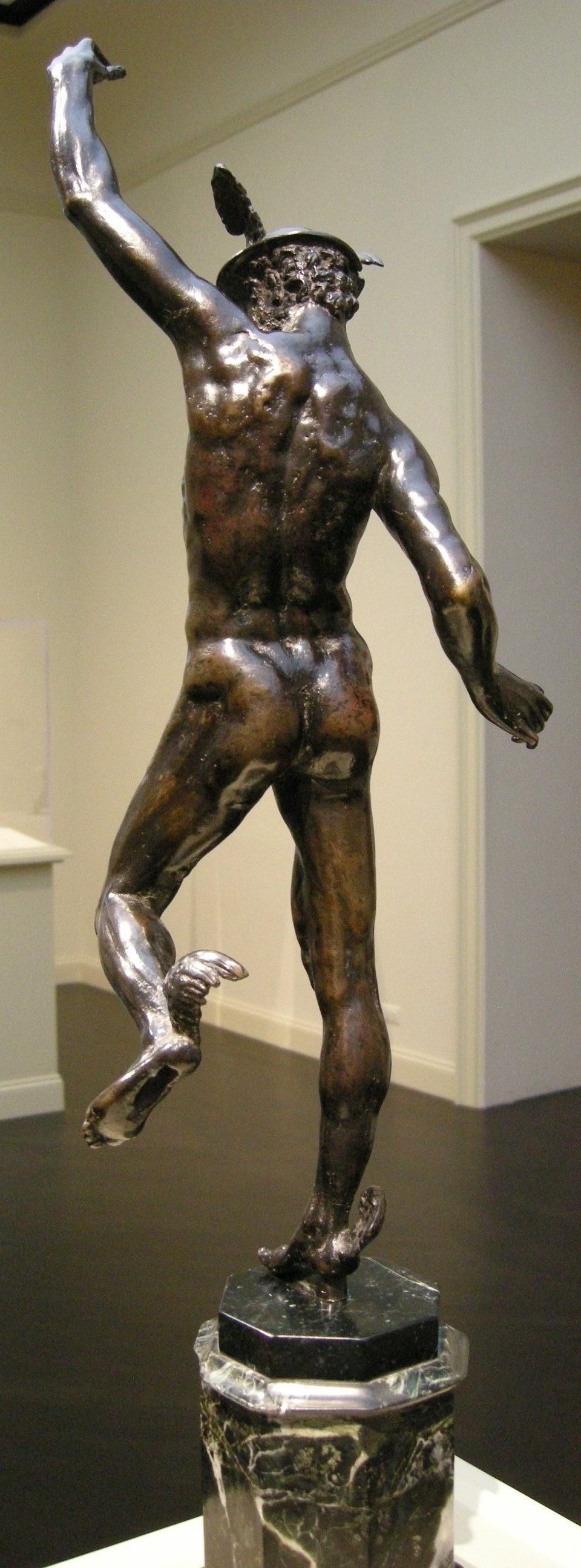
Mercurio, 1560-1565 circa (LACMA)

Willem van Tetrode, conosciuto anche come Guglielmo Fiammingo (Delft?, 1505 circa – 1588), è stato uno scultore olandese, tra i protagonisti del manierismo in scultura.

## Biografia
Iniziò la sua formazione artistica a Delft, presso un maestro sconosciuto. Intorno al 1545, concluse il suo apprendistato con un viaggio in Italia. A Parigi (alla corte di Francesco I di Francia) e successivamente a Firenze, entrò al servizio del celebre orafo e scultore Benvenuto Cellini. Collaborò al restauro di statue antiche in marmo e partecipò a diverse commissioni ricevute da Cellini da parte del duca Cosimo I de' Medici. È probabile che Tetrode abbia preso parte a importanti progetti, tra cui la fontana del Nettuno in piazza della Signoria a Firenze, sotto la direzione dello scultore Bartolomeo Ammanati: in particolare gli vengono riferite alcune delle semidivinità in bronzo ai lati della vasca, dalle pose particolarmente dinamiche, a serpentina, ispirata dalla lezione di Michelangelo, spunti che in quegli stessi anni venivano raccolti anche dal borgognone Giambologna. Tuttavia studi più recenti hanno chiarito che la fontana venne realizzata tra il 1571 e il 1575, quando il Tetrode era già rientrato in Olanda.  
Verso il 1551, Tetrode lasciò infatti la bottega del Cellini per lavorare a Roma presso Guglielmo della Porta, artista legato alla famiglia Farnese. Lì affinò ulteriormente le sue competenze nel restauro di statue antiche per il cortile del Belvedere e nella realizzazione di copie in bronzo di sculture romane. Giorgio Vasari citò uno scrittoio decorato con repliche in bronzo degli antichi Dioscuri, dell’Apollo del Belvedere, dell’Ercole Farnese, della Venere Medici e almeno altre sedici statuette attribuite al Tetrode. Questo mobile fu commissionato da Niccolò Orsini, conte di Pitigliano, e completato nel 1559, con l’intento di offrirlo come dono diplomatico a Filippo II di Spagna; tuttavia l'opera non giunse a destinazione e fu in seguito smantellato: i bronzi sono oggi conservati al Museo del Bargello a Firenze. 
Intorno al 1567 fece ritorno a Delft, dove realizzò un nuovo altare maggiore per la Oude Kerk (chiesa Vecchia) tra il 1568 e il 1573, che però ebbe breve vita: si presume infatti che fu distrutto già nel 1573 durante una seconda ondata di iconoclastia protestante.
Nel 1574 e 1575, Tetrode lavorò anche nella città di Colonia. Oggi è riconosciuto come una figura chiave nell’introduzione nei Paesi Bassi della scultura in bronzo di piccolo formato, destinata agli studioli e ai collettori privati.